# أحمد بن حافظ
 أحمد بن حافظ  هو (الشيخ أحمد بن عبد الرحمن بن محمد بن حافظ) ، وُلد في دبي حوالي العام 1916 للميلاد، أحمد بن حافظ  هو ابن الثاني لعبد الرحمن بن حافظ الذي ولد في دبي في عهد مكتوم بن حشر آل مكتوم حوالي عام 1900 م، الذي عيـّنه اماماً يصلي بالناس في أحد مساجد الشندغة. وتربى الشيخ عبد الرحمن في كنف والده الشيخ محمد بن حافظ، ودرس على يديه، ثم ذهب إلى مكة لِيَتَتَلْمَذَ على يد الشيخ عابد. وعاد الشيخ عبد الرحمن بن حافظ من مكة إلى دبي لِيُكَرِّمَه باذن الله «الشيخ سعيد بن مكتوم آل مكتوم» ، حاكم دبي آنذاك، فيعينه مستشاراً قضائياً ومفتياً للبلد. واستمر الشيخ في هذا المنصب، بالإضافة إلى تدريس المعلمين في المدرسة الأحمدية أصول العلوم الفقهية على نهج الأشعرية السنيّة، وكذلك تولّى التدريس وإمامة مسجد التاجر المعروف محمد علي بدري، الذي أقام مسجداً كبيراً أمام برج نايف، وكان هذا المسجد ثاني أكبر جامعين في ديرة بعد مسجد ناصر بن لوتاه بالقرب من مربعة مريم بنت حشر في فريج البطين.. كما تولّى إمامة مسجد بدري من بعد ابنه « الشيخ أحمد بن حافظ »، كذلك كان مدرساً في المعهد الديني الثانوي في دبي.

## الشيخ أحمد بن حافظ والمالد
هو أحد أعلام دبي البارزين، وابن أحد كبار رجالها، وكان الشيخ أحمد بن حافظ زميلاً ورفيق درب للشيخ عبد الرحيم المريد في نظم المالد، وتلميذاً لوالده الشيخ عبد الله بن أحمد المريد ، وعنه أخذ الصوفية وطريقة المالد المعروف في دبي وأبوظبي ومناطق ساحل عمان والباطنة.
وكان الشيخ أحمد بن حافظ، مُنشداً جيداً، جميلَ الصوت وحافظاً لقصائدَ عديدةٍ من الشعر الصوفي التي ينشدها « الصوفيون » و« النظّامون » في احتفالات المولد النبوي الشريف، بجانب حفظه لقصائدَ أخرى لشعراء عُمانيين، « كالستالي » و« ابن عديّم » و« ابن شيخان »، وخاصة قصيدة ابن شيخان  السالمي   المشهورة في مدح الشيخ حمدان بن زايد بن خليفة آل نهيان حاكم أبوظبي المتوفى عام 1922 م ، وهي القصيدة التي تبدأ بالغزل على طريقة القدامى من الشعراء:

وكان « الشيخ أحمد بن حافظ »  يترنح طرباً عند إنشاده هذه القصيدة وأمثالها من القصائد الجميلة للشعراء العمانيين واستمر الشيخ بن حافظ مشاركاً في فرقة « المُريد »، لكنه انفصل عنها وكوّن لنفسه في الستينيات فرقة مالد باسم  « فرقة بن حافظ للمالد »، ولكن الفرقتين المنفصلتين كانتا تشتركان معاً في المناسبات الكبرى، في الاحتفالات وأعراس الشيوخ وكبار القوم. وكان « الشيخ أحمد بن حافظ »  يُكِنُّ مودةً واحتراماً خاصتين للشيخ  اَلمُـريـد .

## وفاته
رحل عن عالمنا الفاني « الشيخ أحمد بن حافظ » في صبيحة يوم 5/4/2008 للميلاد، وهو يناهز عن عمر 90 عاماً ودفن في دبي. وبموته فقدت دبي علماً آخر من أعلامها البارزين في إنشاء المالد، بعد فقدان الشيخ الشيخ عبد الرحيم المريد في العام منصرم.